# Корита (Оток)
Корита су насељено место у саставу општине Оток, Сплитско-далматинска жупанија, Република Хрватска.

## Историја
До територијалне реорганизације у Хрватској налазила су се у саставу старе општине Сињ.

## Становништво
На попису становништва 2011. године, Корита су имала 3 становника.
| Број становника по пописима | Број становника по пописима | Број становника по пописима | Број становника по пописима | Број становника по пописима | Број становника по пописима | Број становника по пописима | Број становника по пописима | Број становника по пописима | Број становника по пописима | Број становника по пописима | Број становника по пописима | Број становника по пописима | Број становника по пописима | Број становника по пописима | Број становника по пописима |
| --------------------------- | --------------------------- | --------------------------- | --------------------------- | --------------------------- | --------------------------- | --------------------------- | --------------------------- | --------------------------- | --------------------------- | --------------------------- | --------------------------- | --------------------------- | --------------------------- | --------------------------- | --------------------------- |
| 1857                        | 1869                        | 1880                        | 1890                        | 1900                        | 1910                        | 1921                        | 1931                        | 1948                        | 1953                        | 1961                        | 1971                        | 1981                        | 1991                        | 2001                        | 2011                        |
| 119                         | 0                           | 259                         | 146                         | 187                         | 217                         | 0                           | 0                           | 247                         | 240                         | 244                         | 223                         | 18                          | 4                           | 4                           | 3                           |

Напомена: У 1869., 1921. и 1931. подаци су садржани у насељу Оток. До 1910. исказивано као део насеља.

### Попис1991.
На попису становништва 1991. године, насељено место Корита је имало 4 становника, следећег националног састава:
| Попис 1991.‍ | Попис 1991.‍ | Попис 1991.‍ | Попис 1991.‍ | Попис 1991.‍ |
| ----------- | ----------- | ----------- | ----------- | ----------- |
|             |             |             |             |             |
| Хрвати      | Хрвати      |             | 4           | 100%        |
| укупно: 4   |             |             |             |             |